# Marlon Ramsey
Marlon Ramsey (Galveston, 11 de setembro de 1974) é um ex-velocista norte-americano especializado nos 400 m rasos. Foi campeão mundial do revezamento 4x400 m no Campeonato Mundial de Atletismo de 1995 em Gotemburgo, Suécia, junto com Derek Mills, Butch Reynolds e Michael Johnson.